# سوريا الصغيرة

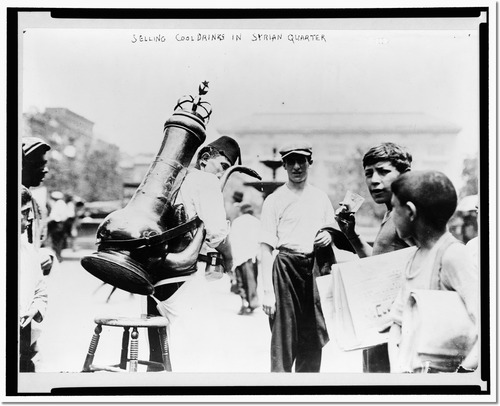
بائع مرطبات سوري في مانهاتن عام 1908.

سوريا الصغيرة (بالإنجليزية: Little Syria)‏، أو الحي السوري Syrian Quarter، كانت أحد أحياء مانهاتن، وكان يقطنه عرب أغلبهم هاجروا من سوريا، من نهاية ثمانينات القرن التاسع عشر حتى أربعينات القرن العشرين. كان الحي يقع في شارع واشنطن من باتري بارك [الإنجليزية] حتى ريكتور ستريت، ويصل امتداده إلى الموقع الذي شغله لاحقاً مركز التجارة العالمي، حيث وجد حجر الأساس لكنسية القديس جورج المارونية في موقع حطام المركز في سنة 2001. تدهور الحي تدريجياً مع تحسن أحوال أهله وهجرتهم إلى مناطق أفضل، لا سيما بروكلين. ثم زال بصورة شبه تامة بعد هدم جزء كبير من شارع واشنطن لبناء مدخل نفق بروكلين-باتري.

## الوصف والتاريخ

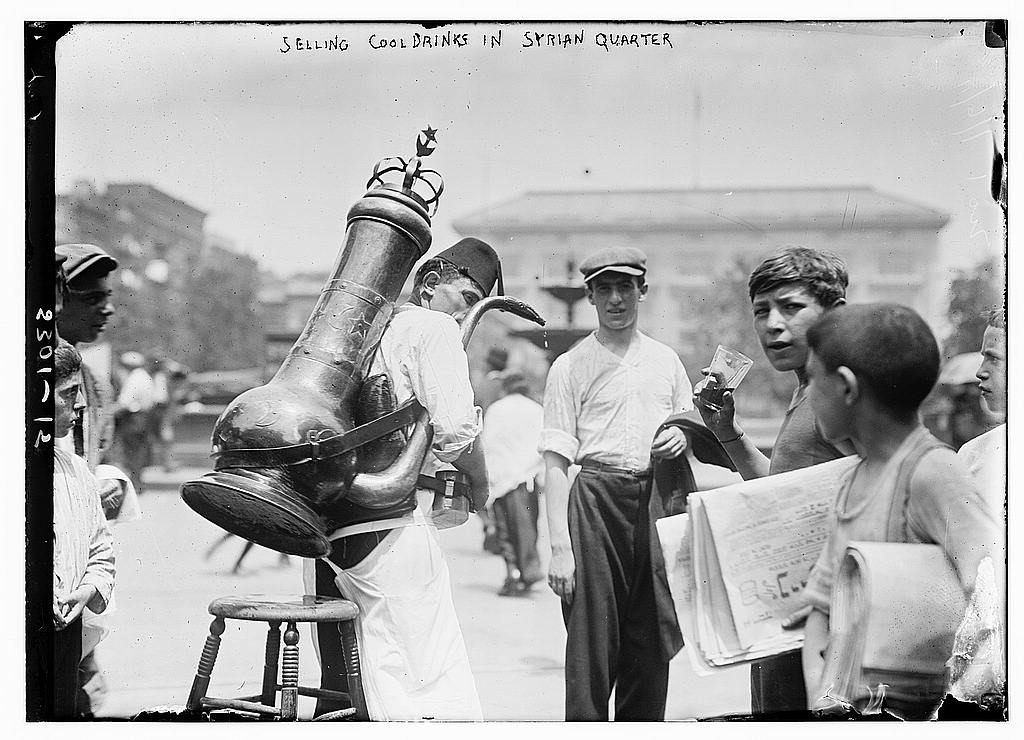
بيع المشروبات الباردة في سوريا الصغيرة، مانهاتن في عام 1916

كان أغلب سكان الحي من المسيحيين العرب، من الموارنة والملكيين، الذين هاجروا من الدولة العثمانية، من المناطق التي تقع فيها حالياً سوريا ولبنان، واستقروا في نيو يورك في أواخر القرن التاسع عشر، هرباً من الفقر والتمييز، واستجابة لدعاية المبشرين الأمريكان. وفق تقديرات نيو يورك تايمز، كان نحو 5% من سكان الحي من المسلمين، أغلبهم من فلسطين. عدا المهاجرين من بلاد الشام، كان في الحي مهاجرون من أصول متنوعة، من يونانيين وأتراك وبولونيين وسلوفاك وتشيك وأرمن وأوكرانيين ولتوانيين ومجريين وأيرلنديين. كان المسيحيون العرب يقطنون في شارع واشنطن إلى الجنوب من موقع مركز التجارة العالمي، حيث بنوا ثلاث كنائس، إحداها كنيسة القديس جورج الملكية الكاثوليكية [الإنجليزية]، والتي لا يزال مبناها موجوداً، وقد أضيف هذا المبنى في سنة 2009 إلى قائمة معالم مدينة نيو يورك.